# Беляй Анатолій Григорович
Анатолій Григорович Біляй (нар. 8 лютого 1965, Київ, УРСР) — радянський та український футболіст та футбольний функціонер, виступав на позиції захисника.

## Кар'єра гравця
Вихованець спортивної школи «Локомотив» (Київ), перший тренер — В. Рибалов. У 1983 році розпочав футбольну кар'єру в резервній команді хмельницького «Поділля». У 1984 році був призваний на військову службу, яку проходив у футбольній команді Хмельницького Вищого Артилерійського Училища Командування. Після завершення служби повернувся до хмельницького «Поділля». У 1988 році спочатку захищав кольори рівненського «Авангарду», а влітку прийняв запрошення «Океану» (Находка), де отримував високу зарплату. Його гру помітили скаути московського «Спартака», але в 1990 році Анатолій прийняв запрошення «Тирасу» (Тирасполь). У 1991 році перейшов до «Зарі» (Бєльці). Після розпаду СРСР в 1992 році знову став гравцем хмельницького «Поділля». Влітку 1993 року перейшов до запорізького «Металурга». Під час зимової перерви сезону 1994/95 років повернувся до клубу з Бєльц, який змінив назву на «Олімпію». До осені 1996 року виступав у макіївському «Шахтарі». У 1997 році виїхав до Казахстану, де підсилив склад усть-каменогорського «Востока», в складі якого й завершив кар'єру гравця.

## Кар'єра тренера
По завершенні ігрової кар'єри розпочав тренерську діяльність. Потім тренував аматорську команду «Зірка» (Запоріжжя). У липні 2000 року приєднався до тренерського штабу запорізького «Металурга». Спочатку допомагав тренувати другу команду клубу, а з липня й до кінця 2005 року очолив клуб. Потім допомагав тренувати першу команду запорізького «Металурга». 31 жовтня 2008 року перейшов на роботу до тренерського штабу «Металурга» з Донецька. З 23 квітня по 25 жовтня 2010 року очолював «Фенікс-Іллічовець» (Калініне). З 4 лютого по 12 липня 2011 року очолював чернігівську «Десну». З 2012 року працював на посаді технічного директора Казахстанської федерації футболу.

## Досягнення

### Як тренера
«Металург» (Запоріжжя) U-21
- Молодіжний чемпіонат України
  -  Бронзовий призер (1): 2007/08